# Simona de Silvestro
Simona de Silvestro, née le 1er septembre 1988 à Thoune en Suisse, est une pilote automobile suisse d'origine italienne.

## Biographie
Simona participe à ses premières courses de karting à l'âge de 8 ans. En 2005, elle s'essaie à la Formule Renault 2000 en Italie avant de s'exiler en 2006 aux États-Unis dans le championnat américain de Formule BMW qu'elle termine en quatrième position, avec notamment une victoire à Lime Rock et six podiums, dont deux lors des manches d'Indianapolis, disputées en ouverture du Grand Prix de Formule 1. Elle devient à cette occasion la première femme à grimper sur le podium de l'Indianapolis Motor Speedway.
En 2007, elle accède au championnat de Formule Atlantic, qui est alors l'antichambre du Champ Car, au sein du Walker Racing (en). Sa première saison s'achève par une anonyme 19e place au championnat, mais elle entame la saison 2008 par une victoire à Long Beach, devenant la deuxième femme à remporter une manche dans cette discipline après Katherine Legge en 2005. 
En 2010, de Silvestro participe au championnat IndyCar Series avec l'écurie HVM Racing. Pour sa première participation aux 500 miles d'Indianapolis, elle termine quatorzième et remporte le trophée de l'Indianapolis 500 Rookie of the Year. Cette même année, elle est brûlée à la main lors du Grand Prix du Texas (Firestone 550) le 5 juin 2010. Son équipe critiqua sévèrement les officiels pour la lenteur de leur intervention à la suite de l'accident de leur pilote. Elle restera avec la même équipe pour les saisons 2011 et 2012. Sa participation aux 500 miles 2011 sera marquée par un accident spectaculaire le 19 mai aux essais, sa voiture s'étant envolé avant de heurter la grille de sécurité et de finir sur le dos avec un début d'incendie. Elle se qualifiera deux jours plus tard avec son mulet à la 24e position mais devra abandonner la course sur problème mécanique au 44e tour. La saison 2012 sera décevante puisque la voiture, comme toutes celles dotées du nouveau moteur Lotus, n'est pas performante. Simona est éliminée de plusieurs courses dont les 500 miles, terminant six épreuves sur les quatorze auxquelles elle participe.
En 2013, elle signe avec KV Racing Technology pour sa quatrième saison en IndyCar. Elle terminera sur le podium au Grand Prix de Houston avec la seconde place, rejoignant ainsi Danica Patrick et Sarah Fisher comme les seules femmes ayant fait un podium dans l'histoire de l'IndyCar
En 2014, elle devient pilote d'essai au sein de l'équipe de Formule 1 Sauber. Elle réalise deux journées de roulage les 26 et 27 avril 2014 sur une Sauber C31 de 2012 au circuit de Fiorano, Italie, afin d'obtenir la Super Licence nécessaire pour rouler pendant les weekends de Grand Prix.

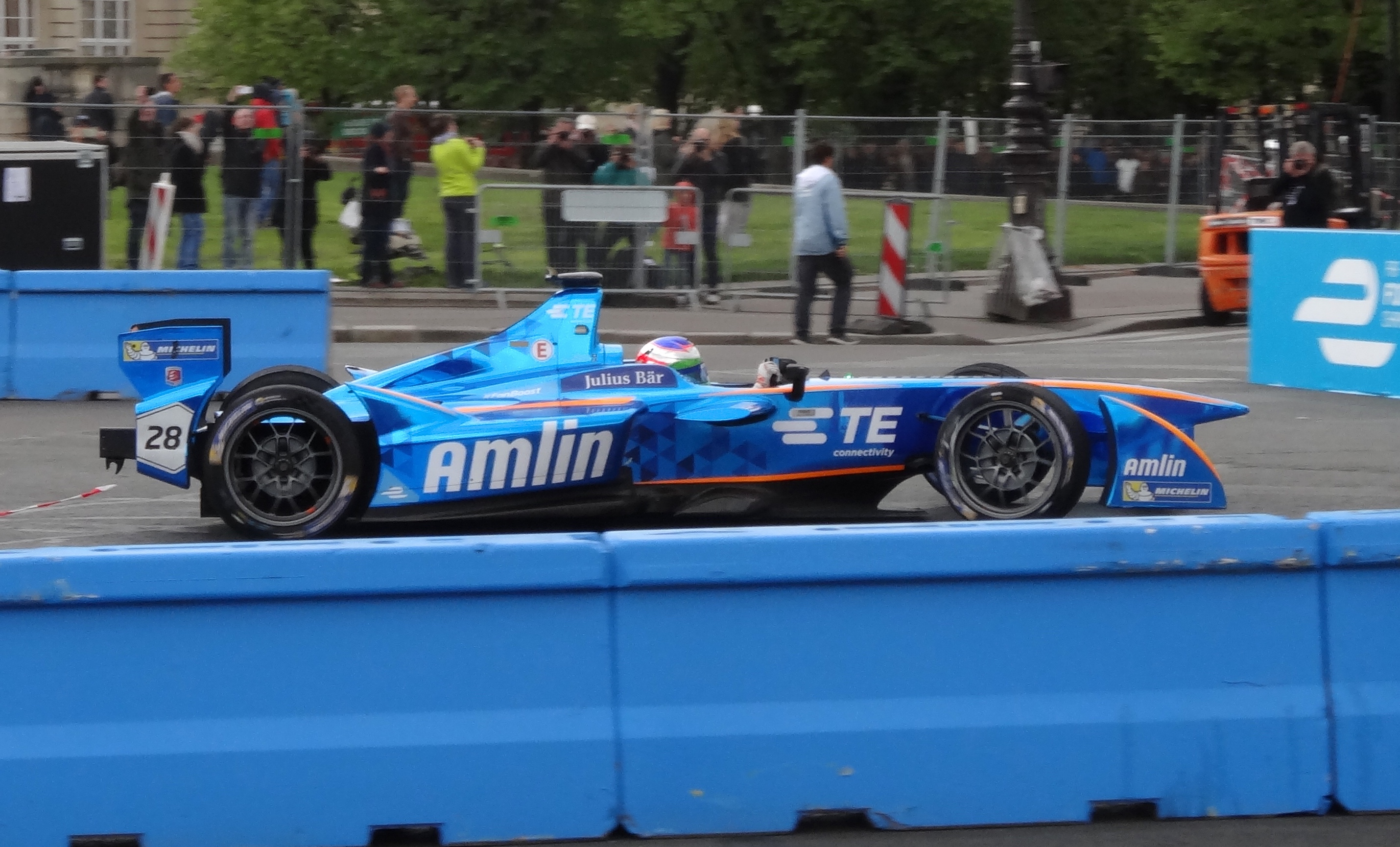
De Silvestro en Formula E à Paris en 2016.

En 2015, elle participe à la première course du championnat IndyCar 2015 au sein de l'écurie Andretti Autosport. Prenant part aux deux derniers ePrix de la première saison de Formule E (11e et 12e) elle ne marque aucun point.
La saison suivante, elle rejoint l'équipe d'Amlin Andretti pour l'édition 2015-2016. Elle commence alors bien mal à Pékin pour la première course, tapant dans un mur dès le 3e tour, elle est contrainte à l'abandon. Elle marque ses premiers points à Long Beach lors de la sixième manche (9e).

## Résultats aux500 milesd'Indianapolis
| Année | Châssis | Moteur    | Départ | Arrivée | Équipe               |
| ----- | ------- | --------- | ------ | ------- | -------------------- |
| 2010  | Dallara | Honda     | 22     | 14      | HVM Racing           |
| 2011  | Dallara | Honda     | 24     | 31      | HVM Racing           |
| 2012  | Dallara | Lotus     | 32     | 32      | Lotus-HVM Racing     |
| 2013  | Dallara | Chevrolet | 24     | 17      | KV Racing Technology |
| 2015  | Dallara | Honda     | 19     | 19      | Andretti Autosport   |
| 2021  | Dallara | Chevrolet | 33     | 31      | Paretta Autosport    |